# Рясина, Лариса Павловна
Лариса Павловна Рясина (в девичестве Шайдурова; 29 мая 1987, Лысьва, Пермская область) — российская лыжница, чемпионка России. Мастер спорта России.

## Биография
Занималась спортом с 9-летнего возраста под руководством своего отца Павла Александровича Шайдурова (мастера спорта СССР по лыжным гонкам), а также Александра Васильевича Соснина. На взрослом уровне в первой половине 2010-х годов представляла город Москву, команду Вооружённых сил РФ и ФСО «Юность Москвы» — «Спартак», позднее выступала за Санкт-Петербург и Республику Татарстан.
Серебряный призёр VII международного фестиваля «Малые олимпийские игры» (2005, Швейцария) и чемпионата мира по лыжным гонкам среди юниоров (2006, Словения). Принимала участие в чемпионатах мира среди юниоров (2005—2007) и молодёжи (2009—2010).
На чемпионате России в 2012 году завоевала награды всех достоинств — золото в гонке на 15 км, серебро в гонке на 30 км и бронзу в эстафете в составе сборной Москвы. Серебряный призёр чемпионата России 2019 года в эстафете в составе сборной Татарстана. Становилась победительницей и призёром этапов Кубка России.
С осени 2007 года выступала за сборную России и принимала участие в гонках Кубка мира, но в первых сезонах — нерегулярно. В 2010—2014 годах была спортсменкой основного состава сборной, также стартовала в одной гонке в сезоне 2017/18. Лучший результат в личных дисциплинах — 12-е место в гонке преследования в сезоне 2010/11. Также участвовала в международных марафонских соревнованиях, была призёром гонки на 50 км в Санкт-Морице (2014) и гонки La Sgambeda на 42 км в Италии (2013). В 2017 году — серебряный призёр Дёминского лыжного марафона.
До середины 2010-х годов выступала под фамилией Шайдурова, позднее — Рясина. В 2010 году окончила Пермский государственный педагогический университет.